# Nangura spinosa
Nangura spinosa là một loài thằn lằn trong họ Scincidae. Loài này được Covacevich, Couper & James miêu tả khoa học đầu tiên năm 1993.